# 岩田喜美枝
岩田 喜美枝（いわた きみえ、1947年4月6日 - ）は、日本の実業家、元官僚。厚生労働省雇用均等・児童家庭局長を経て、資生堂代表取締役副社長、公益財団法人21世紀職業財団会長を歴任。

## 経歴
香川県生まれ。香川県立高松高等学校を経て、東京大学教養学部を卒業後、1971年、労働省に入省。大阪婦人少年室長を経て、1991年労政局勤労者福祉部福祉課長、1992年婦人局婦人政策課長、1994年労働大臣官房国際労働課長、1995年労働大臣官房秘書課長、1998年労働大臣官房総務審議官、2001年厚生労働省雇用均等・児童家庭局長。
2003年、厚生労働省を退官し、2003年株式会社資生堂に入社。同年常勤顧問、2004年同社取締役執行役員CSR部長、2007年取締役執行役員常務を経て、2008年に代表取締役執行役員副社長に就任。なお、資生堂では、女性を副社長に登用するのは初めて。2012年3月からキリンホールディングス株式会社監査役、2012年4月から株式会社資生堂取締役、7月から日本航空株式会社取締役及び株式会社資生堂顧問に就任。
内閣府男女共同参画会議議員、経済同友会幹事を務める。ワーキングウーマン・パワーアップ会議代表幹事、NPO法人国連ウィメン日本協会副理事長。
2012年7月公益財団法人21世紀職業財団会長。2013年9月内閣府消費者委員会委員。2015年10月東京都監査委員。2016年3月キリンホールディングス株式会社取締役。2016年4月株式会社ストライプインターナショナル取締役。2018年4月新潟大学経営協議会委員。2018年6月住友商事取締役。2018年春の叙勲で瑞宝中綬章を受章。2019年6月りそなホールディングス取締役、味の素取締役。
夫は元日本銀行副総裁の岩田一政。

## 主な著作
- 「私の見たOECD」、『世界の労働』第29巻第10号、1979年10月。
- 「大卒女子の就職問題」、『青少年問題』第31巻第5号、1984年5月。
- 「この人に聞く 岩田喜美枝厚生労働省雇用均等・児童家庭局長 待機児童ゼロ作戦や放課後対策等を推進」、『週刊社会保障』2151号、2001年
- 「女性と仕事」、水田宗子編『かがやく21世紀を拓く 少子高齢化、地方自治、仕事、医療・福祉』新宿書房、2005年
- 「企業の人材マネジメントからの示唆 資生堂の事例から」、『地方公務員月報』531号、2007年10月
- 『女性はもっと活躍できる! -女性活躍推進の課題とポイント-』、21世紀職業財団、2015年